# Robert Mackrodt
Robert Mackrodt (* 3. Juli 1847 in Etzleben; † im 20. Jahrhundert) war ein deutscher Altphilologe und Gymnasiallehrer.
Robert Mackrodt besuchte das Gymnasium in Eisleben und studierte an den Universitäten Göttingen und Leipzig. Nach der Teilnahme am Krieg 1870/71 wurde er Lehrer am Herzoglichen Institut in Altenburg. Ab Ostern 1873 war er als Lehrer am Herzoglichen Gymnasium Christianeum in Eisenberg (Thüringen) tätig.
Er schrieb Artikel für Wilhelm Heinrich Roschers Ausführliches Lexikon der griechischen und römischen Mythologie und beschäftigte sich mit Heimatkunde.

## Veröffentlichen (Auswahl)
- Der Olymp in Ilias und Odyssee. Eisenberg 1882.
- Braugerechtigkeit und ihre allmähliche Beseitigung. In: Mitteilungen des Geschichts- und Altertumsforschenden Vereins zu Eisenberg 10, 1895, S. 3–35.
- Christian Friedrich Heinrich Sachse: Dr. der Theologie, Herzogl. Sächs. Konsistorialrat und Hofprediger; nach Briefen von ihm. In: Mitteilungen des Geschichts- und Altertumsforschenden Vereins zu Eisenberg 37, 1925, S. 46–98.